# Долгая афера (Остаться в живых)
«Долгая афера» (англ. The Long Con) — 38-й эпизод телесериала «Остаться в живых», а также 13-й во втором сезоне. Сценарий к эпизоду написали Леонард Дик и Стивен Маэда, а режиссёром стала Роксанн Доусон. Премьера эпизода состоялась на канале ABC 8 февраля 2006 года. Центральный персонаж эпизода — Сойер.

## Сюжет

### Воспоминания
В воспоминаниях Сойер пытается провернуть аферу над разведённой женщиной по имени Кэссиди. Одеваясь, Сойер «случайно» открывает чемоданчик, набитый фальшивыми пачками денег, сделанных из газеты. Кэссиди сразу же распознаёт аферу. Она утверждает, что она не получила существенного урегулирования в ходе разбирательств, и замечает, что большая часть денег является газетной бумагой. Кэссиди также заинтригована и просит Сойера научить её проворачивать аферы.
Они замышляют аферу с драгоценностями, завышая цены на поддельные товары, и обманывают двух мужчин на бензоколонке. Они проворачивают различные аферы в течение последующих месяцев. Затем Кэссиди спрашивает, может ли он научить её, как провернуть «долгую аферу», и раскрывает, что она действительно получила компенсацию в размере $600 000 при разводе. Позже Сойер обедает в закусочной (его официантка — Дайан, мать Кейт) вместе с Горди, его партнёром. Выясняется, что Сойер планировал обмануть Кэссиди из-за её денег, но хочет отказаться из-за своих чувств к ней. Горди угрожает жизни Сойера и Кэссиди, если Сойер не продолжит аферу.
В последнем воспоминании Сойер возвращается домой и говорит Кэссиди бежать, потому что партнёр Сойера, Горди, собирается убить их, и указывает на машину снаружи. Он раскрывает, что «долгой аферой» является сама Кэссиди, и что он знал о её деньгах с самого начала, но Горди собирается убить их, потому что Сойер не хочет красть деньги Кэссиди. Он отсылает её с деньгами, упакованными в сумке. Он идёт к машине, которая оказывается пустой. Затем он возвращается в дом и забирает настоящие деньги, которые он прятал, пока обманывал Кэссиди.

### На острове
Джек и Локк охраняют всё оружие, лекарства и статуэтки Девы Марии в кладовой. Джек кладёт шесть пистолетов в чемодан маршала США и, вместе с ключом, кладёт чемодан в оружейный тайник. Они оба согласны, что никто другой не должен знать комбинации, и что никто из них не получит доступа без присутствия одного из них.
Сойер отмечает, что теперь он и Чарли являются двумя самыми ненавистными людьми на острове. В ответ Чарли говорит Сойеру, что ему следовало бы больше беспокоиться о том, что Джек сейчас роется в его палатке. Сойер противостоит Джеку, который объясняет, что он просто возвращает обезболивающие, которые Сойер украл. Сойер отвечает, что обезболивающие были фактически украдены из его «тайника», когда он был на плоту. Сойер также указывает Кейт, что Джек и Ана-Люсия формирует армию, и что Джек теперь доверяет Ане-Люсии, а не ей.
Ана-Люсия спрашивает Джека, дал ли ему Локк комбинацию для склада с оружием, и он отвечает, что дал. Ана чувствует, что выжившие «недостаточно напуганы», и что они все чувствуют себя в безопасности. Затем Ана спрашивает у Джека комбинацию, но когда Джек колеблется, она говорит ему, что она просто пошутила.
Между тем, пытаясь успокоить горе Саида по поводу смерти Шеннон, Хёрли пытается установить контакт с Саидом. Хёрли рассказывает Саиду, что он ходил в палату Роуз и Бернарда, и он взял их рацию из станции «Стрела». Хёрли также выяснил, что именно Бернард перехватил передачу Буна с нигерийского самолёта с наркотиками. Он спрашивает Саида, может ли он каким-то образом увеличить мощность, чтобы помочь им послать ещё один сигнал, но Саид говорит, что это не сработает.
Сун работает в своём саду, когда она слышит шум, доносящийся из листвы. Её страхи рассеиваются, когда Винсент забегает в сад. Как только Винсент уходит, ей на голову надевают мешок из мешковины, крепко связывают руки и утаскивают прочь. Сойер и Кейт слышат её крики. Они бегут к ней и находят её без сознания. Они возвращают её в лагерь, и выжившие боятся, что Другие вернулись. Джек говорит, что с Сун всё будет в порядке. Джин требует пистолет, чтобы отомстить. Несмотря на желание Джека подождать, пока Сун не придёт в себя, прежде чем начать расследование, Сойер и Кейт возвращаются на место нападения Сун для осмотра. Они находят мешок, который отличается от мешка, который был надет на Кейт. Они приходят к выводу, что один из выживших, возможно, пытался совершить похищение. Кейт подозревает Ану-Люсию, которая, по её мнению, хочет внушить страх выжившим, чтобы они сформировали армию против Других.
Кейт выражает свою обеспокоенность Джеку, и просит Сойера предупредить Локка, что Джек идёт за оружием. Локк решает убрать ружья в другое место, чтобы Джек и Джин не смогли до них добраться. Локк оставляет Сойера «нажимать на кнопку», а сам прячет весь арсенал. Джек входит в бункер в поисках пистолета, но сейф оказывается пустым. Сойер насмехается над ним и бросает ему обезболивающее, которое Джек взял из его палатки. Когда Джек противостоит Локку на пляже по поводу пропавшего оружия, Локк защищает свои действия, указывая на то, что Джек собирался нарушить их соглашение. Во время этой жаркой дискуссии раздаются выстрелы, и появляется Сойер с винтовкой в руках. Сойер раскрывает, что всё это было тщательно продуманной «долгой аферой», чтобы захватить оружие и объявить себя «новым шерифом в городе». Неизвестным всем нападавшим в саду (а также тем, кто отследил Локка до тайника) является Чарли, который согласился принять участие в заговоре, чтобы унизить Локка. Сойер предлагает ему одну из статуэток Девы Марии, но он отказывается. Чарли спрашивает Сойера, как вообще возможно придумать такой гениальный план, Сойер на мгновение вспоминает свою долгую аферу с Кэссиди, а затем отвечает: «Я плохой человек, Чарли. Ничего не сделал хорошего.»
Саид приносит Хёрли рацию вместе усилителем передачи для усиления сигнала. Сначала они улавливают звук женского французского голоса, и Саид предполагает, что это сигнал бедствия Руссо, а затем они улавливают передачу песни «Moonlight Serenade» Гленна Миллера. Хотя Хёрли изначально предполагает, что они должны быть близки к источнику передачи, Саид объясняет, что благодаря отражению от ионосферы, коротковолновые радиосигналы потенциально могут перемещаться на тысячи миль. Саид говорит, что сигнал может исходить любого места, на что Хёрли отвечает: «…И времени», добавив позже, что он пошутил.

## Реакция
Эпизод посмотрели 18,74 миллионов зрителей во время его первого показа.
Крис Каработт из IGN дал эпизоду рейтинг 9 из 10, назвав эпизод «освежающей наградой после необходимости сидеть и слушать крики Чарли о помощи из „Огонь + вода“», а также похвалив эпизод за то, что «мы впервые смогли по-настоящему оценить мастерство Сойера [в афере над Локком и Джеком]. Мы уже видели, как он проворачивал аферу в предыдущих воспоминаниях, но здесь она была выполнена в совершенстве». В другой статье для IGN 2014 года, Эрик Голдман поставил «Долгую аферу» на 11-е место из всех эпизодов «Остаться в живых», отметив, что «мы смогли увидеть его [Сойера] изнутри, и свет, и тьму, и понять его ненависть к самому себе». Однако LA Times поставил этот эпизод на 105 место в списке лучших (или шестое в списке худших) эпизодов сериала.